# 松柏崎
松柏崎，是臺灣新北市石碇區的一個地名，位於該區東北部。相較於今日行政區，其範圍大致為光明里不含西部及南部中段。

## 歷史
台灣清治末期，松柏崎地區為一街庄，稱為「松柏崎庄」，隸屬於文山堡。該庄北與康誥坑庄、鵠鵠崙庄為鄰，東與石硿仔庄、石底庄為鄰，南邊為大溪墘庄、排藔庄，西邊為鹿窟庄。
1901年（日治明治三十四年）11月，該庄隸屬於深坑廳，編入第九區。1903年（明治三十六年）4月，第九區拆出玉桂嶺庄，其餘改稱「楓仔林區」，該庄屬之。1920年（大正九年），該庄改制為「松柏崎」大字，隸屬於臺北州文山郡石碇庄，大字下有「松柏崎」、「耳空龜」、「頂紙寮坑」、「九檜坪」小字名。
戰後石碇庄改制為石碇鄉，隸屬於臺北縣，大字亦改制為村。2010年（民國99年）12月，臺北縣升格為新北市，石碇鄉改制為石碇區，村改制為里。

## 交通
市道106號是連絡林口、瑞芳的道路，經過松柏崎地區南部一小部分。由該道路往南轉東可前往平溪、瑞芳等地，往南轉西可前往深坑、木柵、中和、板橋、新莊、林口等地。